# Sandbauernhof

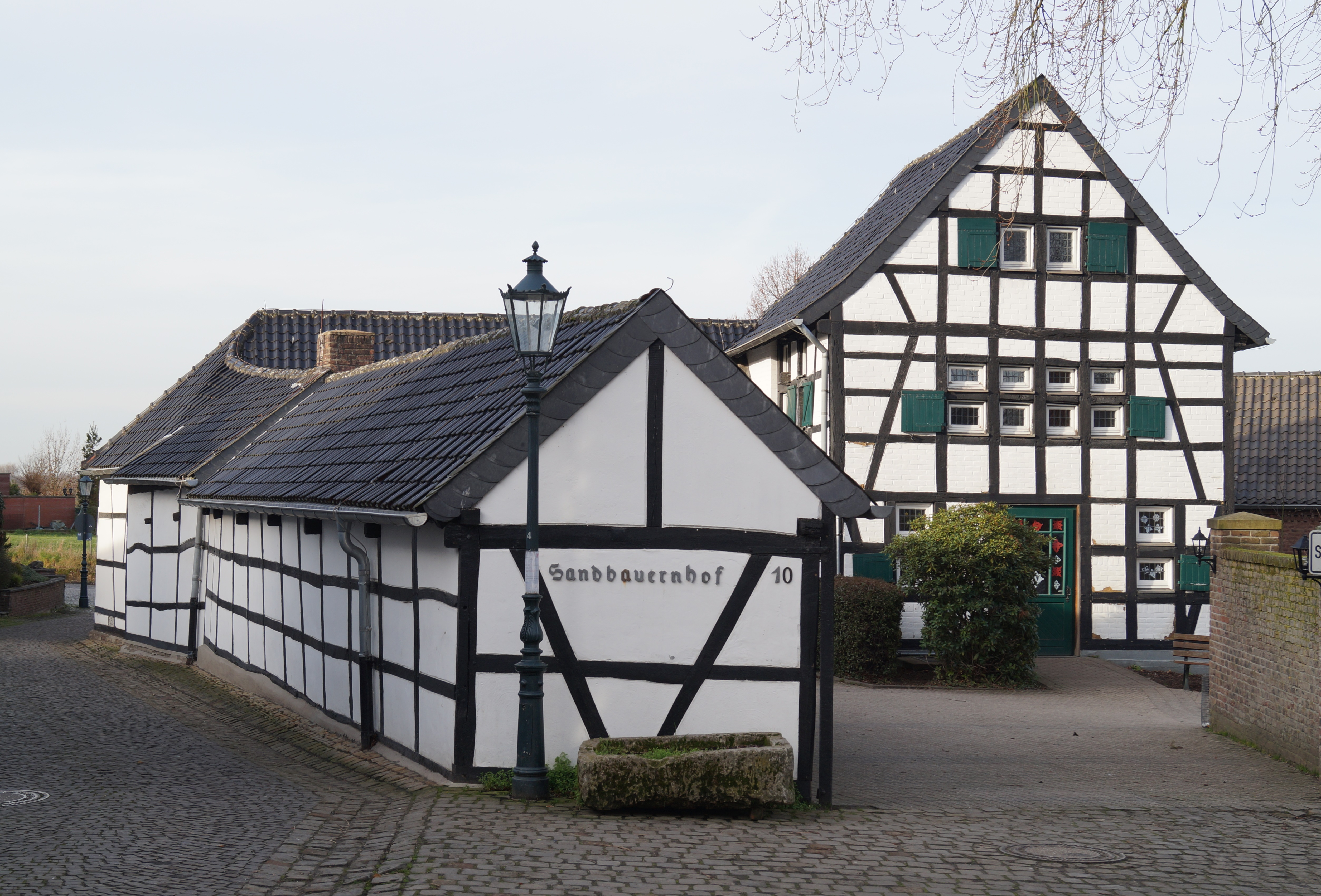
Ehemalige Fachwerkhofanlage

Der Sandbauernhof ist eine ehemalige Fachwerkhofanlage, Am Markt 10, im Stadtteil Liedberg in Korschenbroich im Rhein-Kreis Neuss in Nordrhein-Westfalen. Heute ist das Gebäude im Besitz der Stadt Korschenbroich und wird für  Ausstellungen, Konzerte und sonstige kulturelle Veranstaltungen genutzt.
Sie wurde im 18. Jahrhundert erbaut und unter Nr. 119 am 4. Juni 1987 in die Liste der Baudenkmäler in Korschenbroich eingetragen.

## Architektur
Bei dem Denkmal handelt es sich um eine ehemalige Fachwerkhofanlage aus dem 18. Jahrhundert, den sog. „Sandbauernhof“, der von 1977 bis 1980 restauriert bzw. zur Begegnungsstätte umgebaut wurde. Das Fachwerk des zweieinhalbgeschossigen giebelständigen Hauptgebäudes ist heute verputzt, das Gebäude ist durch die Umbauarbeiten stark verändert worden. Das Haus „Am Markt 10“ stellt als Bestandteil des denkmalwerten Ensembles des alten historischen Marktes ein Denkmal dar. Liedberg und insbesondere auch der alte noch vorhandene Markt haben für die Stadtgeschichte von Korschenbroich heimatgeschichtliche Bedeutung.